# Cucina malaysiana

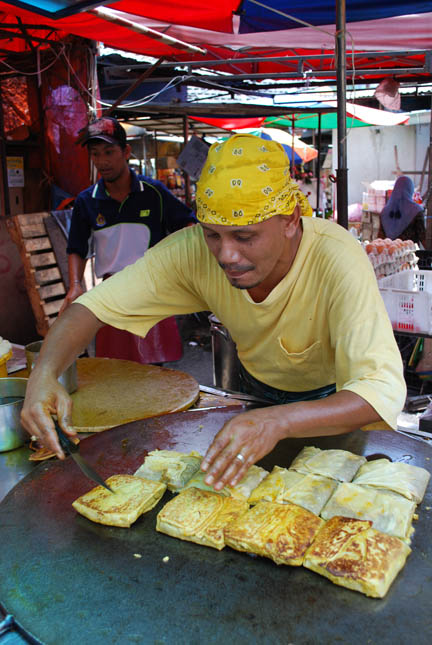
Cucina di strada: preparazione del Murtabak

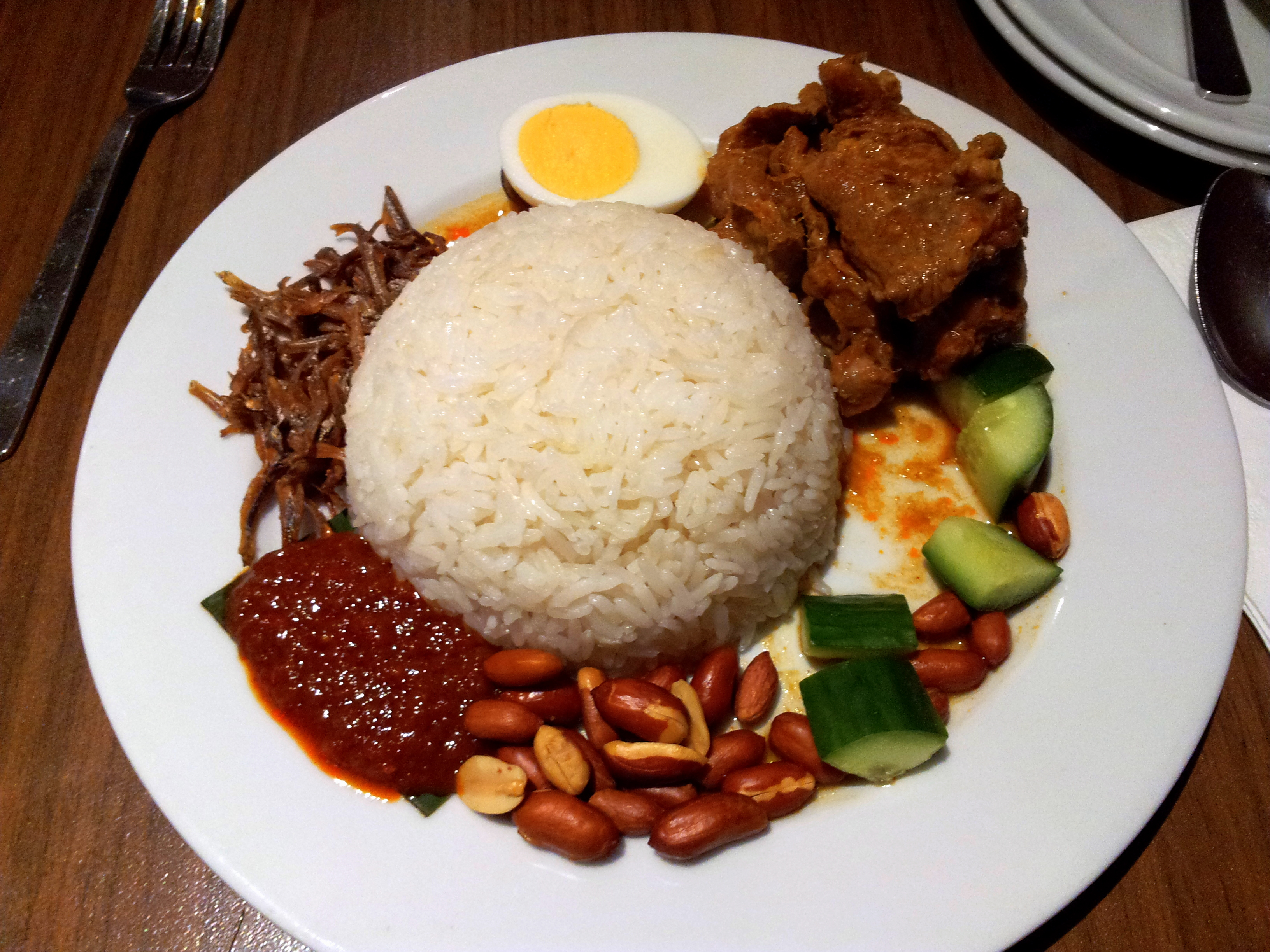
Nasi lemak

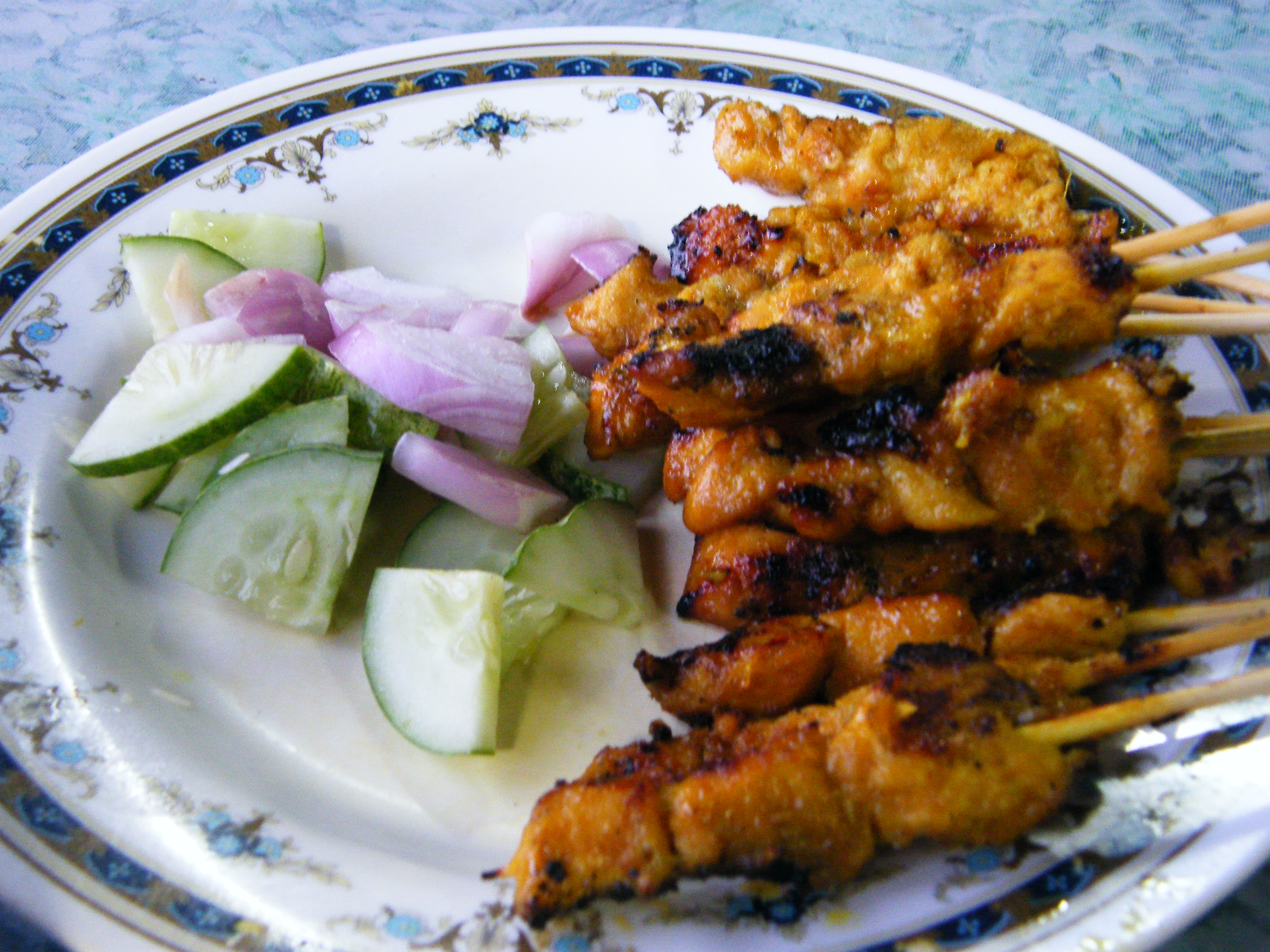
Satay Senibong

La cucina malaysiana (makanan di Malaysia) riflette molto bene la società multiculturale caratteristica della nazione.
La popolazione è formata in prevalenza da malaysiani di fede musulmana, da cinesi buddisti o taoisti e da indiani di religione indu.
A queste etnie si aggiungono numerose comunità di sikh, eurasiatici, peranakan e gruppi indigeni. Ogni gruppo etnico ha così sviluppato nei secoli una propria cucina legata alle antiche tradizioni culturali e religiose, ma rimodellata nel tempo dalle numerose influenze reciproche.
Il panorama gastronomico malese è quindi molto vario, ricco di sapori, spezie e profumi; per un quadro completo non si può allora parlare della sola cucina malaysiana tradizionale senza affiancare la cucina cinese, la cucina indiana, la cucina nonya, la cucina eurasiatica, la cucina indigena del Sabah e Sarawak.
Menzione particolare per la cosiddetta cucina hawker (ambulante) dove con pochi soldi è possibile mangiare piatti presi dalle varie tradizioni culinarie e rielaborati sia per seguire i precetti della religione islamica sia per poterli mangiare tranquillamente per strada.

## La cucina malaysiana tradizionale
La cucina malaysiana tradizionale è decisamente piccante, avvicinandosi alla cucina indonesiana.
La principale caratteristiche di questa cucina è rappresentata dall'uso abbondante di erbe e spezie e in particolare dalla presenza quasi costante del peperoncino nei vari piatti come conferma, ad esempio, il rojak, un'insalata a base di frutta, verdure e spezie. 
Comune l'utilizzo della citronella, della centinodia, delle foglie di Pandan e del lime Cafra, mentre le spezie tradizionali come il cumino e coriandolo sono oramai associate a spezie indiane e cinesi quali pepe, cardamomo, anice stellato, e fieno greco.
Una giornata tipo prevede almeno tre pasti principali: la colazione, il pranzo e la cena, più innumerevoli snack consumati per lo più in strada come, ad esempio, il cendol: un dolce ghiacciato a base di latte di cocco e farina di riso.
L'elemento comune di tutti i pasti è la presenza del riso, a colazione accompagnato da tè o caffè zuccherati e a piacere macchiati con latte condensato, a pranzo o cena servito con 4 o 5 piatti principali fritti o in umido e da stuzzichini vari, sambal e peperoncino.
La cucina del Kelantan, a nord del paese, è più simile a quella thailandese, in particolare i sapori sono dolci legati all'ampio uso del latte di cocco e dello zucchero. La cucina del Kedah a est è invece più speziata per i contatti avuti in passato con l'India durante il periodo del commercio delle spezie.